# Kutuzivka, Veselînove
Kutuzivka (în ucraineană Кутузівка) este un sat în comuna Zelene din raionul Veselînove, regiunea Mîkolaiiv, Ucraina.

## Demografie
Componența lingvistică a localității Kutuzivka
     Ucraineană (94,27%)
     Română (3,18%)
     Rusă (1,91%)
Conform recensământului din 2001, majoritatea populației localității Kutuzivka era vorbitoare de ucraineană (94,27%), existând în minoritate și vorbitori de română (3,18%) și rusă (1,91%).